# Menino Jesus
Menino Jesus (pronunciación portuguesa: [men'inu Jezus], ‘niño Jesús’) es un barrio del distrito de Sede, en el municipio de Santa Maria, en el estado brasileño de Río Grande del Sur. Está situado en el nordeste de Santa Maria.

## Villas
El barrio contiene las siguientes villas: Menino Jesus, Vila Leste, Vila Major Duarte, Vila Ponte Seca.

## Galería de fotos

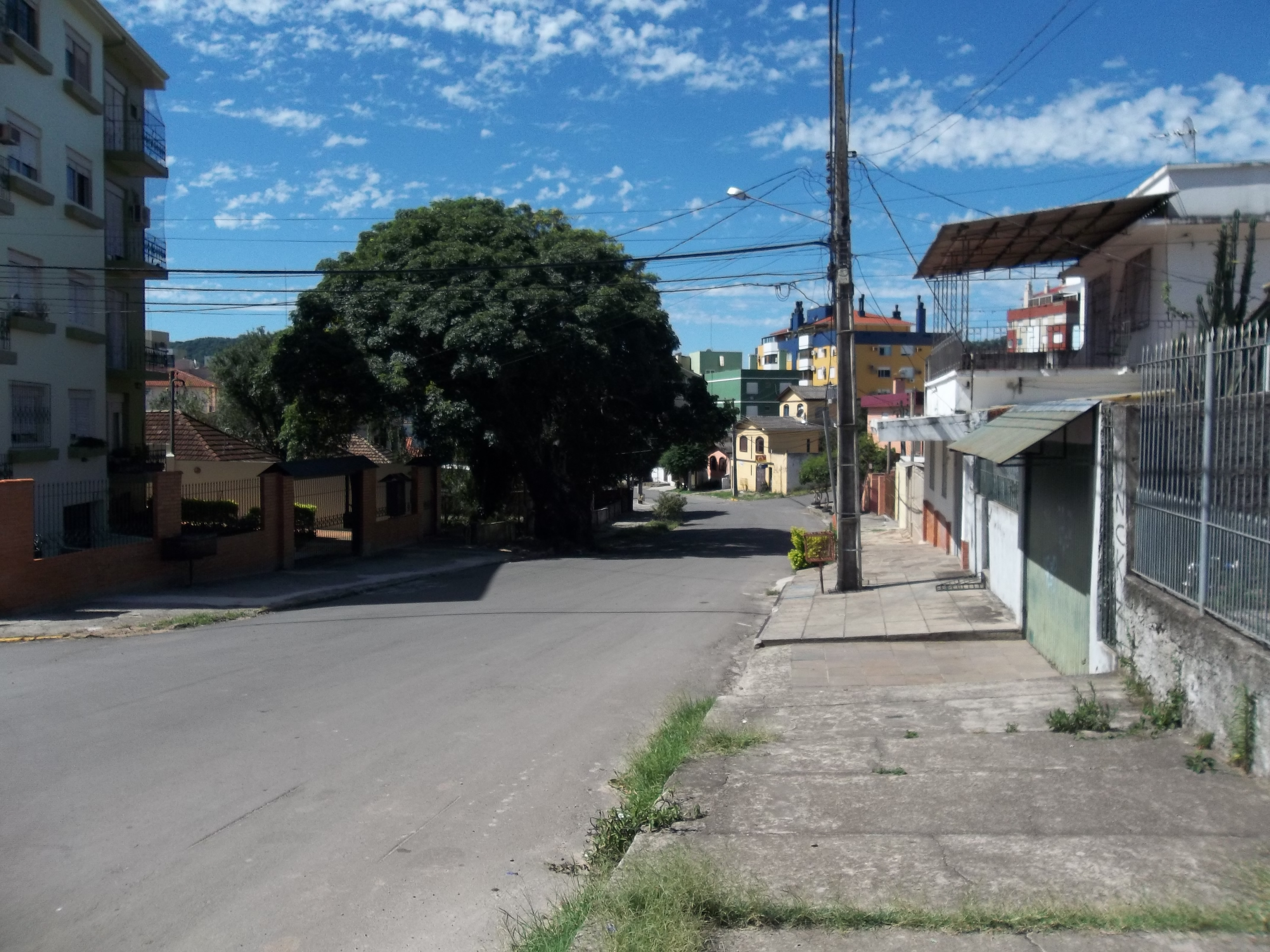

| Noroeste: Itararé Centro                 | Norte: Itararé               | Nordeste: Itararé Presidente João Goulart                |
| Oeste: Centro                            |                              | Este: Presidente João Goulart                            |
| Suroeste: Centro Nossa Senhora das Dores | Sur: Nossa Senhora das Dores | Sureste: Presidente João Goulart Nossa Senhora das Dores |